# 環境保護
環境保護（かんきょうほご、英語: Environmental Protection）とは、個人や組織、政府による自然環境の保護の実践である。「環境保育」「環境保全」などの別名がある。
その目的は、天然資源と既存の自然環境を保全して、可能であれば被害を修復し、流れを反転させることである。過剰消費と人口増加、科学技術の圧力により、生物・物理的環境は、時に恒久的に悪化している。これは認識され終えていて、政府は環境破壊を引き起こす活動に制限を掛け始めたところである。1960年代以降、環境運動は様々な環境問題へのより多くの気付きをもたらしてきた。人間活動による環境負荷の度合いについては意見の違いがあるために、保護対策は時おり討論される。

## 参照
1. ↑  “Environmental-protection dictionary definition | environmental-protection defined”. yourdictionary.com. 2018年11月21日閲覧。
2. ↑  “What is Environmental Protection? definition of Environmental Protection (Black's Law Dictionary)”. The Law Dictionary. (2012年10月19日) 2018年11月21日閲覧。